# Ayu Utami
Ayu Utami (Bogor, 21 de Novembro de 1968) é uma jornalista e escritora indonésia.
Publicou romances, contos e artigos, sendo uma de suas obras-primas, Saman de 1998.

## Biografia
Cresceu em Jacarta, é católica, e formou-se em Literatura Russa na Universitas Indonesia. Em 1990 foi selecionada como finalista no Wajah Femina, um concurso de beleza na Indonésia. Porém não seguiu uma carreira de modelo por não gostar de cosméticos e maquilhagem.
Foi jornalista em várias revistas indonésias, incluindo Humor, Matra, Forum Keadilan, e D&R. Pouco depois de  Suharto ter proibido a publicação de três revistas (Tempo, Editor, e Detik) durante o regime da Orde Baru, Ayu passou a trabalhar com a Aliansi Jurnalis Independen (Aliança Independente de Jornalistas) nos protestos contra a proibição. Actualmente Ayu trabalha como escritora no jornal cultural Kalam e no teatro Utan Kayu.
O seu primeiro romance, Saman, ganhou um concurso literário do Conselho das Artes de Jacarta em 1998 e depois o Prince Claus Award. O romance foi aclamado pela crítica e pelo público e já teve mais de duas dezenas de novas tiragens e vendeu mais de 100.000 cópias em indonésio. Uma das razões foi ter tocado em temas até aí tabu na sociedade indonésia, como a sexualidade vista pelo olhar feminino, a tortura e os esquadrões da morte. No início de 2002, foi lançada a sequela de Saman, com o título Larung. Ayu Utami faz parte de uma geração nova na literatura indonésia, junto com autores como Afrizal Malna, Nirwan Dewanto, Danarto, Y.B. Mangunwijaya, Toeti Heraty e Seno Gumira Ajidarma.

## Obras
- Saman, KPG, Jakarta, 1998
- Larung, 2002
- "Si Parasit Lajang" (uma colectânea de ensaios), GagasMedia, Jakarta, 2003

## Prémios e Homenagens
- Melhor romance, Dewan Kesenian Jakarta (Conselho das Artes de Jacarta), 1998
- Prémio Prince Claus 2000

## Percurso académico
- Escola Primária Regina Pacis, Bogor (1981)
- Escola Pré-Secundária Tarakanita 1, Jacarta (1984)
- Escola Secundária  Tarakanita 1, Jacarta (1987)
- Departamento de Literatura Russa, Faculdade de Letras da Universidade da Indonésia (1994)
- Advanced Journalism, Thomson Foundation, Cardiff, Reino Unido (1995)
- Asian Leadership Fellow Program, Tóquio, Japão (1999)